# Moechotypa nigricollis
Moechotypa nigricollis är en skalbaggsart som beskrevs av Wang och Fernando Chiang 2000. Moechotypa nigricollis ingår i släktet Moechotypa och familjen långhorningar. Inga underarter finns listade i Catalogue of Life.